# ドネツク人民共和国の国旗
ドネツク人民共和国の国旗（ドネツクじんみんきょうわこくのこっき）は黒色、青色、赤色の三色で構成される。
ロシアの国旗やルガンスク人民共和国の国旗とデザインは殆ど同一であり、唯一違うところは上の色が黒になっていることだけである。（ロシアの国旗は白、ルガンスク人民共和国の国旗は水色である。

## 色の詳細
| 色   | 黒      | 青        | 赤        |
| ---- | ------- | --------- | --------- |
| RGB  | 0-0-0   | 14-63-209 | 220-31-38 |
| HTML | #000000 | #0e3fd1   | #dc1f26   |

## 変遷

現行旗
2014年6月〜2018年1月までの旗
2014年4月〜2014年6月までの旗
2014年4月〜2014年6月までの旗（文字無し版）
初代の旗

## ウクライナ側の旗

ドネツク州の旗
ドネツク州の州都ドネツクの旗